# X-Files
X-Files (engelsk: The X-Files) er en amerikansk tv-serie der kørte på Fox fra 1993 – 2002, og igen fra 2016 - 2018. Serien blev sendt første gang i Danmark fra midten af 1990'erne, under navnet Strengt Fortroligt. Dette navn valgte TV 2 dog ikke at bruge fortsat i genudsendelserne nogle år senere.
Serien følger to FBI-agenter – Fox Mulder, spillet af David Duchovny, og Dana Scully, spillet af Gillian Anderson – i deres undersøgelser af usædvanlige sager, der ofte er af en paranormal natur. F.eks. sager om folk, der er blevet bortført af rumvæsener, eller folk der har været i kontakt med overnaturlige mennesker og andre skabninger. Serien er skrevet af Chris Carter og strækker sig over 11 sæsoner.
Der er også lavet to film, den ene i 1998 med titlen "The X-Files: Fight The Future", den anden i 2008 med titlen "The X-Files: I Want To Believe". Hovedpersonerne spilles af de samme som i serien. Handlingen i den første film foregår mellem den femte og sjette sæson i serien, og er derfor en vigtig del af seriens historie. Den anden film har derimod ikke noget med serien at gøre, og kan ses uden at man har set noget af serien.